# Gia Xuyên
Gia Xuyên là một xã thuộc thành phố Hải Dương, tỉnh Hải Dương, Việt Nam.

## Địa lý
Xã Gia Xuyên nằm ở phía nam thành phố Hải Dương, có vị trí địa lý:
- Phía đông giáp xã Ngọc Sơn và huyện Gia Lộc
- Phía tây giáp xã Liên Hồng
- Phía nam giáp huyện Gia Lộc
- Phía bắc giáp phường Thạch Khôi và phường Tân Hưng.

Xã Gia Xuyên có diện tích 5,05 km², dân số năm 2018 là 10.274 người, mật độ dân số đạt 2.034 người/km².
Xã Gia Xuyên có địa hình tương đối bằng phẳng, độ dốc nghiêng dần từ tây bắc xuống đông nam, độ cao từ 1 đến 2,7 m, độ chênh lệch giữa các vùng cao thấp thường từ 0,5 đến 1m. Đất đai của xã được bồi đắp bởi hệ thống sông Thái Bình. Bản chất của đất phù sa sông Thái Bình là chua, nghèo dinh dưỡng. Qua nhiều năm do thâm canh và cải tạo, chất lượng đất đã được nâng lên tốt hơn. Độ dày tầng canh tác khoảng 15 cm. Ở độ dày từ 20 – 30 cm đã có kết von ống.
Xã có hệ thống sông và kênh bắt nguồn từ hệ thống sông Thái Bình. Đó là sông Gia Xuyên đi xã Đoàn Thượng, sông Tiêu ở phía tây bắc và sông Cầu Gỗ đi Đò Đáy. Xã cũng có đường Quốc lộ 38 chạy qua.

## Lịch sử
Trước đây, xã Gia Xuyên vốn thuộc huyện Gia Lộc, tỉnh Hải Dương.
Ngày 16 tháng 10 năm 2019, Ủy ban Thường vụ Quốc hội ban hành Nghị quyết số 788/NQ-UBTVQH14 về việc sắp xếp các đơn vị hành chính cấp huyện, cấp xã thuộc tỉnh Hải Dương (nghị quyết có hiệu lực từ ngày 1 tháng 12 năm 2019). Theo đó, chuyển toàn bộ diện tích và dân số của xã Gia Xuyên về thành phố Hải Dương quản lý.

## Hành chính
Xã Gia Xuyên được chia thành 3 thôn: Tằng Hạ, Đồng Bào, Tranh Đấu.

## Văn hóa
Trên địa bàn xã có các khu di tích lịch sử nổi tiếng như Đền Vàng, đền Đồng Bào, Đình Tâng và các di tích chùa chiền.